# Momir Rnić
Momir Rnić (Sečanj, 3 de fevereiro de 1955) é um ex-handebolista profissional sérvio, campeão olímpico pela Seleção Iugoslava em 1984. 
Momir Rnić fez parte do elenco medalha de ouro de Los Angeles 1984, e bronze em Seul 1988. Em Olimpíadas jogou 16 partidas 36 gols.

## Títulos
- Jogos Olímpicos:
  - Ouro: 1984
  - Bronze: 1988